# Telekino
Telekino (Telecine) – proces konwersji obrazu z taśmy filmowej na sygnał telewizyjny analogowy (PAL HDTV lub NTSC) bądź cyfrowy. Jest to także nazwa maszyny, służącej temu zadaniu.

## Mechanizm działania
Każda klatka filmu (może to być negatyw) jest oświetlana jak w projektorze filmowym, jedynie obraz zamiast na ekran, trafia na specjalny czujnik (obecnie najczęściej CCD – ang. charge-coupled device). Sygnał z czujnika jest następnie zamieniany na odpowiedni sygnał video. Materiał filmowy w zależności od tego jakim dysponujemy sprzętem, można skanować w różnej rozdzielczości: NTSC, PAL, HDTV (1080, 720), 2K, a nawet 4K.

## Konwersja
Filmy na taśmie filmowej rejestrowane są z prędkością 24 klatek na sekundę (kl./s) (w filmach niemych także 16 kl./s), natomiast sygnał telewizji PAL operuje z prędkością 25 kl./s, dla standardu NTSC jest to 29,97 kl./s.
Konwersja do systemu PAL (25 obrazów na sekundę) jest prosta – taśma filmowa jest po prostu przyspieszana o 4%, co jest w praktyce niezauważalne dla widza. Odczuwalnym skutkiem ubocznym jest zmiana tonu ścieżki dźwiękowej, co jest kompensowane poprzez zastosowanie odpowiedniego filtra.
Konwersja do systemu NTSC (29,97 obrazów na sekundę) przebiega w dwóch etapach. Najpierw taśma filmowa jest spowalniana o 0,1% do prędkości 23,976, aby uzyskać następujące proporcje:
{\displaystyle {\frac {23{,}976}{29{,}97}}={\frac {4}{5}}.}
Następnie stosuje się specjalny algorytm, wykorzystujący przeplot, aby cztery klatki taśmy filmowej zamienić w pięć klatek sygnału telewizyjnego.
Ze względu na to, że przeplot jest częścią standardu NTSC, proces konwersji nie powoduje znacznego pogorszenia jakości obrazu.